# Radio SRF 1
 (février 2023).
Radio SRF 1 est la première chaîne de la radio suisse germanophone de la Schweizer Radio und Fernsehen qui a son siège à Zurich.
Il s'agit d'une radio généraliste. Le programme consiste particulièrement d'informations et de divertissement, mais également de la satire, des jeux radiophoniques et des émissions pour les enfants.

## Histoire
À la suite de la fusion en 2011 des groupes publics télévisuel Schweizer Fernsehen et radiophonique Schweizer Radio DRS, DRS 1 devient Radio SRF 1 depuis le 16 décembre 2012.

## Identité visuelle

### Logos

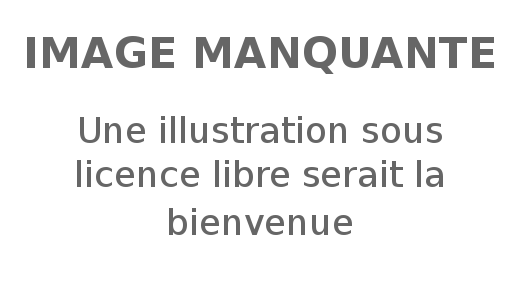
Ancien logo de DRS 1 de 1993 à 2003[réf. nécessaire]
Ancien logo de DRS 1 de 2003 à 2007[réf. nécessaire]
Ancien logo de DRS 1 de 2007 à 2012
Ancien logo de Radio SRF 1 de 16 décembre 2012 à 2020
Ancien logo de Radio SRF 1 de 2020 à décembre 2022
Logo de Radio SRF 1 depuis décembre 2022

## Diffusion
Elle est reçue dans toute la Suisse en FM, en DAB, sur les téléréseaux et par satellite.
La station émet plusieurs fois par jour des émissions régionales qui rapportent des actualités des régions de la Suisse alémanique :
- Argovie – Soleure
- Bâle
- Berne – Fribourg – Valais
- Suisse centrale
- Suisse orientale
- Zurich – Schaffhouse